# わたし・ドリーミング
「わたし・ドリーミング」（わたし・どりーみんぐ）は、西村知美の3枚目のシングル。1986年9月29日発売（規格品番EP：WTP-17898）。

## 解説
安井かずみ・加藤和彦夫妻による提供曲。
オリコンチャート3位を獲得した。
TBSテレビ系『ザ・ベストテン』では自己最高の5位を記録。

## 収録曲
全曲作詞：安井かずみ／作曲：加藤和彦／編曲：武部聡志　
1. わたし・ドリーミング
  - 東芝暖房器具CFソング
2. 雲の形・ハートしてる